# Лхота Рапотина
Лхота Рапотина (чеш. Lhota Rapotina) је насељено мјесто са административним статусом сеоске општине (чеш. obec) у округу Бланско, у Јужноморавском крају, Чешка Република.

## Становништво
Према подацима о броју становника из 2014. године насеље је имало 413 становника.